# Cementerio de Lutwyche
El Cementerio de Lutwyche (en inglés: Lutwyche Cemetery) es un cementerio australiano situado en Kedron, Brisbane. Se abrió en 1878 y tuvo su primera sepultura ese mismo año. Se encuentra ubicado en la esquina de Gympie y Kitchener Roads a unos diez kilómetros al norte de Brisbane.
El cementerio contiene las tumbas de guerra de 9 individuos al servicio de la Commonwealth de la Primera Guerra Mundial y 389 de la Segunda Guerra Mundial, además de 3 soldados de otras nacionalidades. Dentro de las tumbas de guerra se encuentra el monumento de cremación Queensland, erigido por la Commonwealth War Graves Commission, registrando 36 tumbas de australianos que murieron en Queensland durante la Segunda Guerra Mundial y fueron cremados. En el cementerio esta una Cruz del Sacrificio, erigida y pagada por la Comisión de Tumbas de Guerra Imperial.